# Walter Hyde

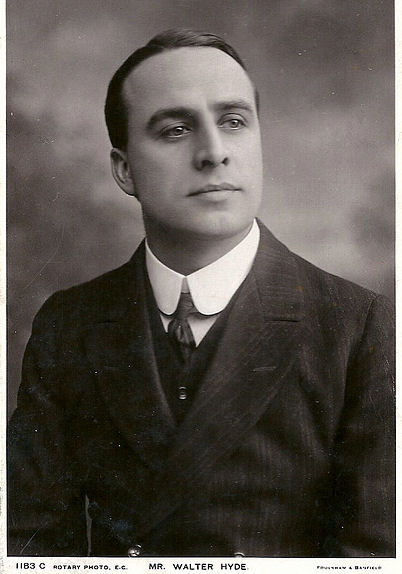
Walter Hyde (1908)

Walter Hyde (* 6. Februar 1875 in Birmingham; † 11. November 1951 in London) war ein britischer Opernsänger (Tenor) und Musikpädagoge.
Hyde studierte am Royal College of Music in London Gesang bei Gustave García und Walter Parratt und trat schon in dieser Zeit in Studentenaufführungen u. a. von Euryanthe auf. Er begann seine professionelle Laufbahn mit Musikkomödien wie Miss Hook of Holland und Three Kisses, bis ihn 1908 Percy Pitt für die Rolle des Siegmund in einer englischsprachigen Aufführung des Rings des Nibelungen am Royal Opera House mit dem Dirigenten Hans Richter und in der Regie von E. C. Hedmondt engagierte.
Er trat bis 1923 regelmäßig am Royal Opera House auf, u. a. als Sali in der britischen Uraufführung von Frederick Delius’ Oper A Village Romeo and Juliet unter dem Dirigenten Thomas Beecham (1910). Bis zu deren Auflösung 1920 arbeitete er dann häufig mit der Beecham Opera Company zusammen. In den 1920er Jahren war er Sänger und Vorstandsmitglied der British National Opera Company.
Hyde gilt als einer der bedeutendsten dramatischen Tenöre Großbritanniens im frühen 20. Jahrhundert. Als Siegfried trat er auch an der Metropolitan Opera auf. Eine weitere seiner wichtigen Wagner-Rollen war die des Parsifal. Später war Hyde Professor für Gesang an der Guildhall School of Music and Drama. Dort waren unter anderem John Heddle Nash, Eric Shilling und David Lloyd seine Schüler.